# Diplomys
Diplomys (Thomas, 1916) è un genere di roditori della famiglia degli Echimiidi.

## Descrizione

### Dimensioni
Al genere Diplomys appartengono roditori di grandi dimensioni, con lunghezza della testa e del corpo tra 200 e 480 mm, la lunghezza della coda tra 180 e 280 mm e un peso fino a 490 g.

### Caratteristiche craniche e dentarie
Il cranio è lungo e stretto e presenta bolle timpaniche non particolarmente rigonfie. Le file dentarie sono particolarmente allungate ed ogni dente masticatore è caratterizzato da quattro lamine trasversali.
Sono caratterizzati dalla seguente formula dentaria:

### Aspetto
La pelliccia è liscia e cosparsa di lunghi peli setolosi. Le parti dorsali sono generalmente bruno-rossastre mentre le parti ventrali sono più chiare. Il muso è lungo ed appuntito, gli occhi sono grandi e talvolta circondati da anelli scuri e con una macchia biancastra sopra di essi. Le vibrisse sono molto lunghe e ruvide. Le orecchie sono corte. I piedi sono corti e larghi, le piante sono lisce e provviste di cuscinetti carnosi. La coda è robusta, lunga circa quanto la testa ed il corpo e ricoperta di corti peli scuri. Le femmine hanno due paia di mammelle laterali.

## Distribuzione
Si tratta di roditori arboricoli diffusi a Panama, nella Colombia occidentale e nell'Ecuador nord-occidentale.

## Tassonomia
Il genere comprende 2 specie.
- Diplomys caniceps
- Diplomys labilis